# Olympia Centre
Olympia Centre je mrakodrap v Chicagu ve státě Illinois, který byl navržen firmou Skidmore, Owings and Merrill. Má 63 poschodí a je vysoký 221 m. V prvních pěti patrech jsou obchodní prostory, od 6. do 23 patra jsou kancelářské prostory a ve zbylých patrech jsou byty. Výstavba probíhala v letech 1981–1986.